# Miss Brasil 1997
Miss Brasil 1997 foi a 43ª edição do tradicional concurso de beleza feminino de Miss Brasil, válido para a disputa de Miss Universo e Miss Beleza Internacional. Esta edição foi realizada no Rio Poty Hotel, no dia 19 de abril em Teresina com transmissão regional pela extinta Rede Manchete. A Miss Brasil 1996 Maria Joana Parizotto do Paraná coroou Nayla Micherif de Minas Gerais como sua sucessora ao título.

## Resultados

### Colocações
| Colocação                                           | Estado e Candidata |
| Vencedora                                           | - Minas Gerais - Nayla Micherif |
| 2º. Lugar                                           | - Rio Grande do Norte - Valéria Böhm |
| 3º. Lugar                                           | - Maranhão - Mical Pachêco |
| 4º. Lugar                                           | - Rondônia - Úrsula Mendes |
| 5º. Lugar                                           | - São Paulo - Camila Freitas |
| (TOP 12) Semifinalistas (Em ordem de classificação) | - Paraná - Cris Thomaszeck - Piauí - Lainny Holanda - Amazonas - Liana Martins - Paraíba - Carolina Müller - Rio de Janeiro - Janaína Berenhäuser - Santa Catarina - Vanessa Martins - Acre - Leila Gomes |

### Prêmio Especial
Apenas um prêmio especial foi distribuído este ano: 
| Premiação           | Estado e Candidata                     |
| Miss Simpatia       | - Rio de Janeiro - Janaína Berenhäuser |
| Melhor Traje Típico | - Roraima - Janaína Coelho             |

## Candidatas
Disputaram o título este ano:
| - Acre - Leila dos Santos Gomes - Alagoas - Danyelly Velozo de Melo - Amapá - Karolyne Christina Queiroz Leite - Amazonas - Liana Paula Martins do Nascimento - Bahia - Maria da Conceição Cordeiro de Oliveira - Ceará - Roselane Cândida Lima de Melo - Distrito Federal - Tatiana Bortoluzzi Cardoso - Espírito Santo - Wanusa Cornachini - Goiás - Fernanda Roriz Goulart - Maranhão - Mical Pinheiro Pachêco - Mato Grosso - Cristina Berté - Mato Grosso do Sul - Tatiana da Costa Oliveira - Minas Gerais - Nayla Fernanda Affonso Micherif - Pará - Roberta Soares Pachêco | - Paraíba - Carolina Thaís Müller - Paraná - Cris Thomaszeck - Pernambuco - Ana Carolina Olímpia Portella - Piauí - Lainny de Fátima Holanda Araújo - Rio de Janeiro - Janaina Vizeu Berenhäuser Borba - Rio Grande do Norte - Valéria Cristina Böhm - Rio Grande do Sul - Aline Riquinho dos Santos - Rondônia - Úrsula da Conceição Mendes - Roraima - Janaína Coelho - Santa Catarina - Vanessa Martins Fernandes - São Paulo - Camila de Paula Freitas - Sergipe - Karla Wivianny Andrade Mendonça - Tocantins - Cláudia de Almeida |

## Histórico

### Fatos
- A apresentação foi dos irmãos Paulo Max Filho e Ana Paula Sang, filhos de Paulo Max.

- Mical Pachêco obteve para o Maranhão a melhor colocação da história: terceiro lugar.

- Um dos jurados foi o ator Irving São Paulo, que morreu em julho de 2006.

- Após passar a coroa, Nayla Micherif passou a ser diretora da nova organização do Miss Brasil (de 2002 a 2010).

- Janaína Berenhauser foi eleita Miss Brasil Intercontinental e ganhou o concurso internacional no mesmo ano. Hoje vive na Alemanha.

### Desempenho Internacional
- Nayla Micherif (1º. Lugar) representou o Brasil no Miss Universo 1997, realizado nos Estados Unidos.

- Valéria Böhm (2º. Lugar) representou o Brasil no Miss Internacional 1997, realizado no Japão e ficou no Top 15.

## Ligações Externas
Organização
- Site Oficial do Miss Brasil

- Site Oficial do Miss Universo (em inglês)

Dados Históricos & Curiosidades
- Voy Miss Brazil on Board

- «Misses do Brasil»

- Pageantopolis